# Тутмос (царевич)
Тутмос (правильнее Джехутимес; егип. Ḏḥwtj ms(j.sw) — Рождённый Тот; иногда в научных источниках для лёгкости идентификации именуется Тутмосом V) — старший сын фараона Аменхотепа III и царицы Тии из XVIII династии Древнего Египта. С его смертью наследником престола, а затем фараоном стал его младший брат Аменхотеп IV (Эхнатон), прославившийся своими реформами.

## Биография
Принц Тутмос известен благодаря известняковому саркофагу его кошки Та-миу (кошка), выставленном сегодня в Каирском музее. Все его титулы перечислены на саркофаге его кота: «наследный принц, Руководитель жрецами Верхнего и Нижнего Египта, Верховный жрец Птаха в Мемфисе и Sm-жрец (Птаха)».
Саркофаг кошки подтверждает, что принц Тутмос был старшим сыном Аменхотепа III, поскольку носит титул «наследного принца». Имя Тутмоса также присутствует на 7 парах алебастра и вазах в Лувре.
Принц Тутмос служил жрецом Птаха в Мемфисе, но также получал военное воспитание. В гробнице Тутанхамона был обнаружен кнут с надписью «наследный принц Тутмос, начальник войск».
Небольшая статуэтка принца из сланца хранится в Лувре, а сланцевая фигурка мумии принца — в Берлине. На трёх сторонах сланцевой статуэтке Тутмоса начертано:
«(справа)… царский сын, Sm-жрец Джехутимес;
(слева) я — служитель этого благородного Бога, его мельник;
(спереди) фимиам Эннеады западного некрополя».
Имя принца Тутмоса исчезает из государственных архивов, очевидно, по причине его смерти на 30 году царствования Аменхотепа III. Наследником престола становится его младший брат Аменхотеп IV, более известный как Эхнатон.

## Сланцевая фигурка
| T3 | I10 · Z9 | M23 | G39 | Z1 | \| \| | S29 | G17 | G26 | F31 | S29 | P8 | P11 |
|    |          |     |     |    |       |     |     |     |     |     |    |     |

|  |

Голос истины sm-(жрец?) Тутмос, «Голос истины» — («заслуживающий», достойный или «почтенный»).

## Гробница
Гробница принца Тутмоса не идентифицирована. Принадлежавшие ему статуэтки находились, скорее всего, в его гробнице, которая, очевидно, была разграблена. Возможно, как жрец Птаха, он был похоронен в Саккаре.